# Найбільше відоме просте число

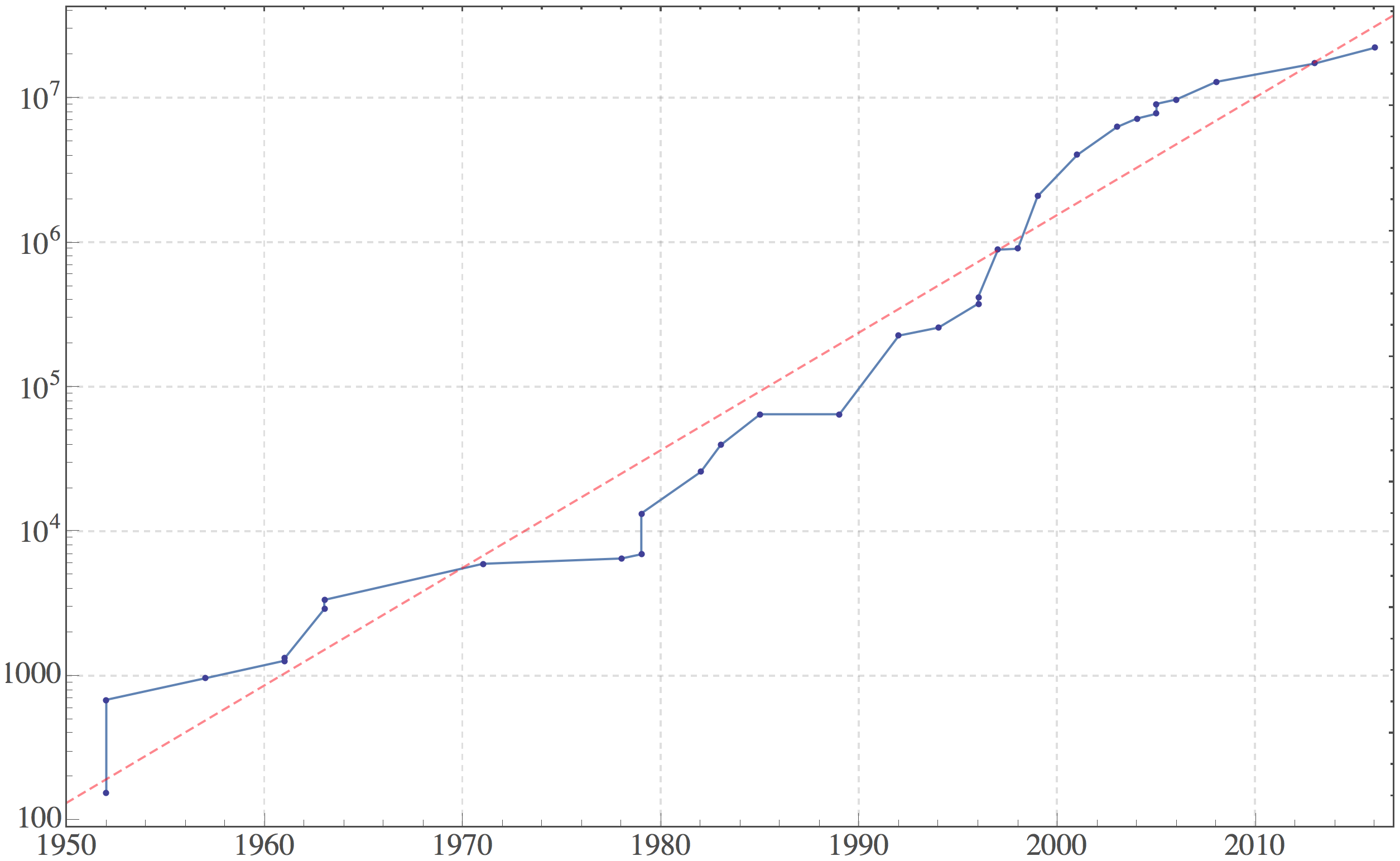
Зміна в часі величини найбільшого відомого простого числа з моменту створення першої ЕОМ. Вертикальна шкала — логарифмічна.

Станом на жовтень 2024 року, найбільше відоме просте число дорівнює {\displaystyle 2^{136279841}-1} і містить 41 024 320 десяткових цифр.
Простих чисел нескінченно багато. Найдавніший відомий доказ цього факту навів Евклід у «Началах» (книга IX, твердження 20). Кількість простих чисел, що перевищують найбільше відоме, теж нескінченна. Багато учених-математиків, а також любителів, займаються пошуком рекордних за величиною простих чисел, за знаходження яких організація Electronic Frontier Foundation запропонувала декілька нагород залежно від величини числа.
Найшвидший з відомих тестів простоти — реалізація з використанням швидкого перетворення Фур'є тесту Люка — Лемера для чисел Мерсенна. У зв'язку з цим, більшість з останніх знайдених великих простих чисел — числа Мерсенна, зокрема сім найбільших відомих простих чисел.

## Історія
У таблиці нижче представлені найбільші відомі прості числа в порядку відкриття. Числа Мерсенна по основі n позначені Mn= 2n − 1.
| Число              | Кількість десяткових цифр | Рік знаходження |
| ------------------ | ------------------------- | --------------- |
| M127               | 39                        | 1876            |
| 180×(M127)2 + 1    | 79                        | 1951            |
| M521               | 157                       | 1952            |
| M607               | 183                       | 1952            |
| M1279              | 386                       | 1952            |
| M2203              | 664                       | 1952            |
| M2281              | 687                       | 1952            |
| M3217              | 969                       | 1957            |
| M4423              | 1332                      | 1961            |
| M9689              | 2917                      | 1963            |
| M9941              | 2993                      | 1963            |
| M11213             | 3376                      | 1963            |
| M19937             | 6002                      | 1971            |
| M21701             | 6533                      | 1978            |
| M23209             | 6987                      | 1979            |
| M44497             | 13395                     | 1979            |
| M86243             | 25962                     | 1982            |
| M132049            | 39751                     | 1983            |
| M216091            | 65050                     | 1985            |
| 391581⋅2216193 − 1 | 65087                     | 1989            |
| M756839            | 227832                    | 1992            |
| M859433            | 258716                    | 1994            |
| M1257787           | 378632                    | 1996            |
| M1398269           | 420921                    | 1996            |
| M2976221           | 895932                    | 1997            |
| M3021377           | 909526                    | 1998            |
| M6972593           | 2098960                   | 1999            |
| M13466917          | 4053946                   | 2001            |
| M20996011          | 6320430                   | 2003            |
| M24036583          | 7235733                   | 2004            |
| M25964951          | 7816230                   | 2005            |
| M30402457          | 9152052                   | 2005            |
| M32582657          | 9808358                   | 2006            |
| M43112609          | 12978189                  | 2008            |
| M57885161          | 17425170                  | 2013            |
| M74207281          | 22338618                  | 2016            |
| M77232917          | 23249425                  | 2017            |
| M82589933          | 24862048                  | 2018            |
| M136279841         | 41024320                  | 2024            |

## Десятка найбільших простих чисел
У таблиці нижче подано десять найбільших відомих на даний момент простих чисел.
| Місце | Число              | Першовідкривач | Дата знаходження | Кількість цифр |
| ----- | ------------------ | -------------- | ---------------- | -------------- |
| 1     | 2136279841 − 1     | GIMPS          | 12 жовтня 2024   | 41024320       |
| 2     | 282589933 − 1      | GIMPS          | 7 грудня 2018    | 24862048       |
| 3     | 277232917 − 1      | GIMPS          | 26 грудня 2017   | 23249425       |
| 4     | 274207281 − 1      | GIMPS          | 7 січня 2016     | 22338618       |
| 5     | 257885161 − 1      | GIMPS          | 25 січня 2013    | 17425170       |
| 6     | 243112609 − 1      | GIMPS          | 23 серпня 2008   | 12978189       |
| 7     | 242643801 − 1      | GIMPS          | 4 червня 2009    | 12837064       |
| 8     | Φ3(−5166931048576) | P.I.E.S.       | 2 жовтня 2023    | 11981518       |
| 9     | Φ3(−4658591048576) | P.I.E.S.       | 31 травня 2023   | 11887192       |
| 10    | 237156667 − 1      | GIMPS          | 6 вересня 2008   | 11185272       |